# Тарасенко Юрій Геннадійович
Ю́рій Генна́дійович Тара́сенко (29 жовтня 1974, Черкаси — 4 вересня 2014, Маріуполь, Донецька область) — військовослужбовець Збройних Сил України, Нагороджений орденом «За мужність» III ступеня (посмертно).

## Життєпис
Народився 1974 року в місті Черкаси. У віці 14 років стрибав з парашутом, в армії був десантником. Займався спортом. З дружиною любили працювати на землі, разом побудували будинок, вели господарство.
В часі війни — молодший сержант. Зенітник, 79-а окрема аеромобільна бригада.

### Обставини загибелі
Загинув 4 вересня 2014 р. потрапивши в засідку під час руху колони біля м. Маріуполь.
Сімейний стан: Залишились дружина Ольга та 4 дітей — сини Дмитро, Шота, Марат і донька Домініка.
Дружина і старший син також стали військовослужбовцями.

## Нагороди і вшанування
- Указом Президента України № 270/2015 від 15 травня 2015 року, «за особисту мужність і високий професіоналізм, виявлені у захисті державного суверенітету та територіальної цілісності України, вірність військовій присязі», нагороджений орденом «За мужність» III ступеня (посмертно)[1].
- 17 листопада 2016 року — нагороджений відзнакою «Почесний громадянин міста Черкаси»[2].
- Його портрет розміщений на меморіалі «Стіна пам'яті полеглих за Україну» у Києві: секція 4, ряд 9, місце 7
- Почесний громадянин міста Черкаси (посмертно)
- У Черкасах вулиця Нахімова перейменована на вулицю Юрія Тарасенка